# Nymburk město
Nymburk město je železniční stanice v západní části okresního města Nymburk ve Středočeském kraji nedaleko většího a staršího hlavního nádraží. Leží na trati 060 v ulici Máchova. Stanice je elektrizovaná (3 kV ss). U severního i jižního zhlaví v ulicích Zbožská a Tyršova se nacházejí chráněné železniční přejezdy. V jižním směru odtud vlaky po několika stech metrech najíždějí na železniční most přes Labe.

## Historie
Stanice byla otevřena 26. srpna 1883 na odbočné trati vlastněné soukromým subjektem Rakouská společnost státní dráhy (StEG) prodloužením úseku z Poříčan a Sadské otevřeném již v roce 1881. Kolejiště propojující nádraží se starší stanicí Nymburk hlavní nádraží bylo dokončeno roku 1896. Trať tak spojila nymburský železniční uzel provozovaný Rakouskou severozápadní dráhou s polabskou železnicí z roku 1845 z Prahy do Olomouce. V prostoru nádraží stála též již neexistující lokomotivní vodárna.
Po zestátnění StEG v roce 1908 pak obsluhovala stanici jedna společnost, Císařsko-královské státní dráhy (kkStB), po roce 1918 pak správu přebraly Československé státní dráhy.

## Popis
Nacházejí se zde čtyři úrovňová nekrytá nástupiště, k příchodu na vnitřní nástupiště slouží přechody přes koleje.